# Нью-Полц (поселення, Нью-Йорк)

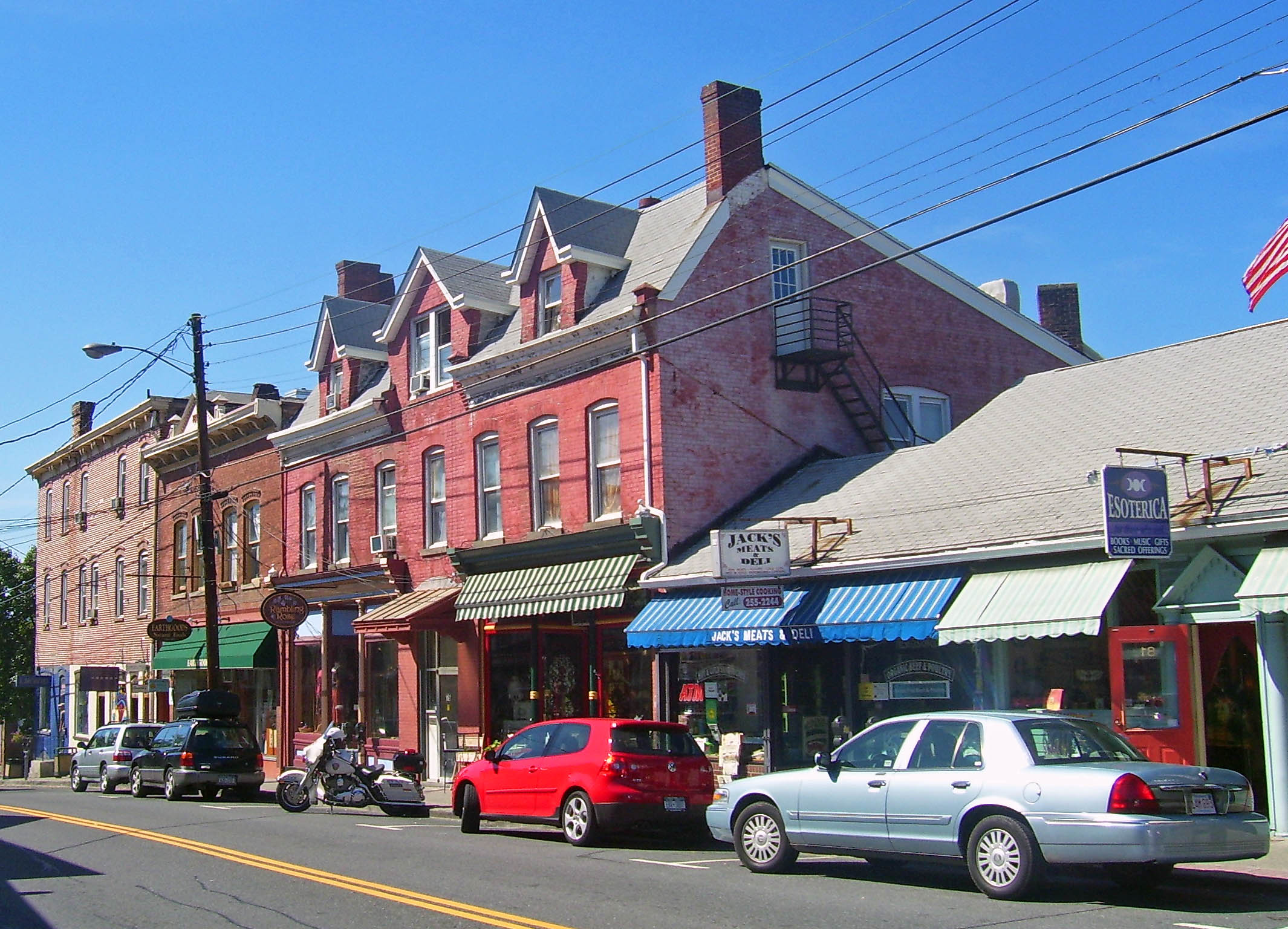

Нью-Полц, (англ. New Paltz) — селище в графстві Ольстер, штат Нью-Йорк, Сполучені Штати. Знаходиться приблизно в 130 км на північ від міста Нью-Йорк та 110 км на південь від Олбані. Населення станом на 2010 р. складало 6818.
Селище є складовою частиною одноіменного міста. Тут знаходиться Університет Нью-Йорка в Нью-Полц, відомий переважно у гуманітарній сфері.

## Історія
Нью-Полц був заснований в 1678 р. поселенцями, що були французькими гугенотами за походженням. Їхній очільник, Луї Дюбуа, дав назву селищу на честь німецького Пфальца, де його родина переховувалася під час переслідувань гугенотів. Поселенці певний час перебували у Кінгстоні, а 1677 р. придбали землю у місцевих індіанців-делаварів.
1870 р. через Нью-Полц було проведено залізницю Wallkill Valley Railroad, яка надавала транспортні послуги місцевому населенню до 1937 р. Зараз будівля колишньої залізничної станції використовується як ресторан.